# استن، ساسکاچوان
استن، ساسکاچوان (به انگلیسی: Eston, Saskatchewan) یک منطقهٔ مسکونی در کانادا است که در ساسکاچوان واقع شده‌است. استن ۲٫۷۲ کیلومتر مربع مساحت و ۱٬۰۶۱ نفر جمعیت دارد.